# The Unraveling
The Unraveling es el álbum debut de la banda estadounidense de rock Rise Against, publicado el 24 de abril de 2001. Después de la publicación del EP Transistor Revolt en 2000, la banda firmó contrato con la compañía discográfica independiente Fat Wreck Chords y comenzaron a trabajar en los estudios Sonic Iguana. La grabación se prolongó a lo largo de cinco semanas con la ayuda del productor discográfico Mass Giorgini. Musicalmente, The Unraveling se basa en el hardcore melódico, mientras que las letras se basan en  amistades, relaciones sentimentales y recuerdos.
Se publicó en CD y LP y, a pesar de que no llegó a entrar en las listas de venta, recibió críticas positivas de los críticos. Después de su publicación, el guitarrista Dan Wleklinski abandonó la formación alegando diferencias personales con el cantante Tim McIlrath y fue sustituido por Todd Mohney. Fat Wreck Chords reeditó The Unraveling en 2005, coincidiendo con el quinto aniversario de la formación de la banda.

## Antecedentes y grabación
Rise Against se formó en 1999 después de la disolución de la banda de punk rock de Chicago 88 Fingers Louie. El bajista Joe Principe y el guitarrista Dan Wleklinski querían seguir haciendo música y decidieron formar una nueva banda. Reclutaron al batería Toni Tintari y al cantante Tim McIlrath, antiguo líder de la banda de punk Baxter. Se pusieron el nombre de Transistor Revolt y publicaron el EP Transistor Revolt en el año 2000. Poco después, Tintari abandonó y fue reemplazado por Brandon Barnes. Transistor Revolt consiguió llamar la atención de Fat Mike, cofundador del sello discográfico independiente Fat Wreck Chords. Firmaron un contrato discofráfico en 2000, con la condición de cambiarse de nombre; la banda finalmente decidió llamarse Rise Against.
Después de firmar contrato con Fat Wreck Chords, comenzaron a trabajar en el álbum en Sonic Iguana Studios Lafayette, Indiana, donde Principe y Wleklinski ya habían grabado con su anterior banda, 88 Fingers Louie. Las sesiones de grabación duraron cinco semanas, con Mass Giorgini como productor y Wleklinski como ingeniero asistente. Wleklinski comentó sobre los agotadores horarios de trabajo: "12 horas al día durante cuatro semanas, y después entre 22 y 24 horas la última semana. En esos tiempos era 'si no lo haces bien, lo vuelves a tocar, no 'eso me vale, luego lo editaré para que esté a tiempo'". Wleklinski también dijo que era difícil compaginar sus grabaciones de guitarra con su trabajo de ingeniero, y que durante la última semana dormía en el suelo del estudio.
Para promocionar el disco, Rise Against hizo una larga gira por Estados Unidos y Europa. Durante la gira, Wleklinski abandonó debido a diferencias personales con McIlrath. Se rumoreó que despidieron a Wleklinski por llevar el pelo largo, algo que McIlrath negó. Phillip Hill le sustituyó, aunque finalmente fue Kevin White quién se quedó el puesto. Pocos meses después, White abandonó y contrataron a Todd Mohney como guitarrista líder.

## Estilo y composición
Musicalmente The Unraveling tiene sus raíces en el melodic hardcore, con influencias de punk rock y hardcore punk. Shawn Merrill de Exclaim! comparó el disco con trabajos de otras bandas de punk rock como Agnostic Front, Bad Religion, Gorilla Biscuits y Minor Threat. The Unraveling comienza con una cita del actor y músico Jack Black preguntando al oyente si "están listos para rockear", sacada de la película de 1996 The Cable Guy. Después da paso a la primera canción "Alive and Well", canción de ritmo rápido que combina el screaming con melodía en los coros. Davey Boy de Sputnikmusic considera la segunda pista, "My Life Inside Your Heart", la más accesible del disco, mientras que "Great Awakening" tiene un "ritmo frenético" con sonido hardcore. La siguiente canción "Six Ways 'Til Sunday" está más inspirada en el punk rock, que cierra con un cántico grupal.
Boy dice que las canciones del cinco al diez se alternan entre canciones hardcore de poca duración como "The Art of Losing" y "Remains of Summer Memories", y otras más convencionales como "The Unraveling". La pista número once, "Everchanging", comienza con música de fondo para resaltar la voz de McIlrath. Después de dos canciones más de hardcore, comienza "1000 Good Intentions", que James Benwell de Drowned in Sound comparó con "Everchanging". Boy añade que la pista es reminiscente de cómo iban a sonar los siguientes álbumes de Rise Against, con su base punk combinada con rock mainstream. Las dos últimas canciones, "Weight of Time" y "Faint Resemblance", cierran el disco "recapitulando de buena manera todo lo que ya había venido antes", según Boy. En cuanto a las letras, The Unraveling intenta provocar al oyente a pensar, con canciones que varían entre "amistad y relaciones a religión o memorias".

## Publicación
Fat Wreck Chords publicó The Unraveling en Estados Unidos el 24 de abril de 2001, en formato CD y LP; la edición original del CD de 2001 está fuera de circulación. El disco no llegó a entrar en las listas de venta y no se publicó ningún sencillo. Desde su lanzamiento, algunas de las canciones han aparecido en discos recopilatorios u otros medios. En Warped Tour 2006 Tour Compilation aparece una versión acústica de "Everchanging", que también figura en el EP publicado en Europa en 2007 This Is Noise. "The Art of Losing" y "My Life Inside Your Heart" se iban a usar en el videojuego Propeller Arena de 2001, que nunca llegó a salir a la venta.
En 2005, Fat Wreck Chords reeditó The Unraveling en CD y en formato de descarga digital coincidiendo con el quinto aniversario de la banda. Bill Stevenson y Jason Livermore lo remezclaron y remasterizaron en el The Blasting Room de Fort Collins, Colorado, junto a dos pistas adicionales ("Join the Ranks" y "Gethsemane"), fotografías nuevas y nuevo libreto. Mohney toca guitarra líder en "Gethsemane", ya que la canción se grabó después de la marcha de Wlekinski.

## Recepción de la crítica
The Unraveling recibió reseñas positivas en el momento de su publicación. Merrill alabó la música del álbum y describió a Rise Against como la "salvación del hardcore que estaba esperando. Boy escribió que inicialmente estaba escéptico, pero finalmente dijo que "es un trabajo sorprendentemente logrado que contiene toda la solidez de la marca registrada de la banda". También destacó la habilidad musical de los miembros del grupo. Benwell comentó que a pesar de que la música no es innovadora, seguía siendo una "losa perfectamente formada de punk rock" y recomendó el disco a todos los seguidores del hardcore punk. Kurt Morris de AllMusic comentó que Rise Against era distinta a otras bandas de Fat Wreck Chords del momento, ya que no había canciones pop ni humor juvenil en sus letras. Destacó que la música era "pura y sin adulterar" y que The Unraveling haría revitalizar el moshing.
La reedición de 2005 también tuvo buenas críticas. AltSounds destacó la mejora de la calidad del sonido y dijo que era un "necesario para cualquier fan de Rise Against". Sputnikmusic también alabó la mejora del sonido, aunque criticó el orden de las canciones. Comentaron que algunas canciones parecían fuera de lugar, y se preguntó por qué no habían alterado el orden para la reedición.

## Lista de canciones
Todas las letras escritas por Tim McIlrath, toda la música compuesta por Tim McIlrath, Joe Principe, Dan Wleklinski y Brandon Barnes. 
| N.º | Título                               | Duración |  |
| 1.  | «Alive and Well»                     | 2:06     |  |
| 2.  | «My Life Inside Your Heart»          | 3:02     |  |
| 3.  | «Great Awakening»                    | 1:35     |  |
| 4.  | «Six Ways 'Til Sunday»               | 2:36     |  |
| 5.  | «401 Kill»                           | 3:19     |  |
| 6.  | «The Art of Losing»                  | 1:50     |  |
| 7.  | «Remains of Summer Memories»         | 1:17     |  |
| 8.  | «The Unraveling»                     | 3:12     |  |
| 9.  | «Reception Fades»                    | 2:10     |  |
| 10. | «Stained Glass and Marble»           | 1:36     |  |
| 11. | «Everchanging»                       | 3:47     |  |
| 12. | «Sometimes Selling Out Is Giving Up» | 1:09     |  |
| 13. | «3 Day Weekend»                      | 1:03     |  |
| 14. | «1000 Good Intentions»               | 3:07     |  |
| 15. | «Weight of Time»                     | 2:00     |  |
| 16. | «Faint Resemblance»                  | 2:51     |  |

| Pistas adicionales en reedición 2005 |                  |          |  |
| N.º                                  | Título           | Duración |  |
| 17.                                  | «Join the Ranks» | 1:26     |  |
| 18.                                  | «Gethsemane»     | 2:30     |  |

## Personal
Adaptado del libreto de la reedición de The Unraveling de 2005.
| Rise Against - Tim McIlrath – voz principal - Dan Wleklinski – guitarra líder - Joe Principe – bajo, coros - Brandon Barnes – batería, percusión Músicos adicionales - Russ Rankin – coros en "Weight of Time" - Todd Mohney – guitarra en "Gethsemane" (reedición de 2005) Diseño - Nabil Elderkin – fotografía - Tim Biedron – música | Producción - Mass Giorgini – producción, ingeniería - Fergus Daly – ingeniería adicional - Dan Lumley – ingeniería adicional - Dan Wleklinski – ingeniería adicional - Phillip Hill – ingeniería adicional - Don Yonker – ingeniería adicional - Jason Livermore – mezclas, masterización (reedición de 2005) - Bill Stevenson – mezclas, masterización (reedición de 2005) |